# Чистяков, Александр Фёдорович
Александр Фёдорович Чистяков (1916—1944) —  советский военнослужащий, участник Великой Отечественной войны, Герой Советского Союза (10.01.1944). Старший сержант.

## Биография
Родился 26 августа 1916 года в Новониколаевске (ныне — Новосибирск). После окончания неполной средней школы работал разнорабочим. В 1938 году был призван на службу в Рабоче-крестьянскую Красную Армию. Демобилизовавшись, работал в военизированной охране штамповочного завода в городе Климовске Московской области. В начале Великой Отечественной войны был отправлен в эвакуацию.
В апреле 1942 года повторно был призван в армию и направлен на фронт. Воевал на Сталинградском, Донском и Брянском фронтах. Участвовал в Сталинградской битве и в Орловской наступательной операции. В боях был ранен.
К ноябрю 1943 года старший сержант Александр Чистяков командовал взводом автоматчиков мотострелково-пулемётного батальона 91-й танковой бригады 3-й гвардейской танковой армии 1-го Украинского фронта. Отличился во время Киевской наступательной операции. 6-7 ноября 1943 года взвод под командованием Александра Чистякова принимал активное участие в прорыва немецкой обороны с плацдарма на западном берегу Днепра в районе села Плесецкое Васильковского района Киевской области Украинской ССР. Пройдя по немецким тылам, взвод одним из первых вошёл в Фастов и принял активное участие в его освобождении, уничтожив около 100 солдат и офицеров противника.
Указом Президиума Верховного Совета СССР «О присвоении звания Героя Советского Союза генералам, офицерскому, сержантскому и рядовому составу Красной Армии» от 10 января 1944 года за «за образцовое выполнение боевых заданий командования на фронте борьбы с немецкими захватчиками и проявленные при этом отвагу и геройство» старшему сержанту Александру Фёдоровичу Чистякову присвоено звание Героя Советского Союза. Орден Ленина и медаль «Золотая Звезда» он получить не успел, так как 13 января 1944 года погиб в бою. 
Похоронен на территории совхоза «Технический» в Житомирской области Украины.
Был также награждён медалью «За отвагу» (3.08.1943).